# 201019 Oliverwhite
201019 Oliverwhite è un asteroide della fascia principale. Scoperto nel 2002, presenta un'orbita caratterizzata da un semiasse maggiore pari a 2,3906155 au e da un'eccentricità di 0,1878414, inclinata di 0,56695° rispetto all'eclittica.